# 足利義稙
足利 義稙（あしかが よしたね）は、室町幕府の第10代征夷大将軍。父は室町幕府第8代将軍・足利義政の弟で、一時兄の養子として継嗣に擬せられた足利義視。母は裏松重政の娘・日野良子（日野富子の妹）。
初名は義材（よしき）。将軍職を追われ逃亡中の明応7年（1498年）に義尹（よしただ）、将軍職復帰後の永正10年（1513年）には義稙（よしたね）と改名している。
将軍在職は2つの時期に分かれており、1度目は延徳2年7月5日（1490年7月22日）から明応3年12月27日（1495年1月23日）まで在職した後、約13年半の逃亡生活を送る。2度目は永正5年7月1日（1508年7月28日）から大永元年12月25日（1522年1月22日）まで在職した。

## 略歴
文明9年（1477年）、応仁の乱終結後、敗北した西軍側であった父・義視に従って京を出て美濃国に下向した。長享3年（1489年）、従兄で9代将軍の足利義尚が早世したため後継者として上洛し、義尚の父で8代将軍足利義政の死後、第10代将軍に就任した。
就任後は元々義稙の将軍就任に反対していた管領・細川政元と対立するようになり、明応2年（1493年）将軍職を廃され幽閉されたが（明応の政変）、脱出して越中国、ついで越前国へ逃れ、諸大名の軍事力を動員して京都回復・将軍復職をめざして逃亡生活を送った。
周防国の大内義興の支援を得て、永正5年（1508年）に京都を占領、将軍職に復帰した。しかし、大内義興が周防国に帰国すると管領・細川高国（政元の養子）と対立、大永元年（1521年）に細川晴元・細川持隆（氏之）を頼り京都を出奔して将軍職を奪われ、大永3年（1523年）逃亡先の阿波国で死去した。

## 生涯

### 将軍家相続

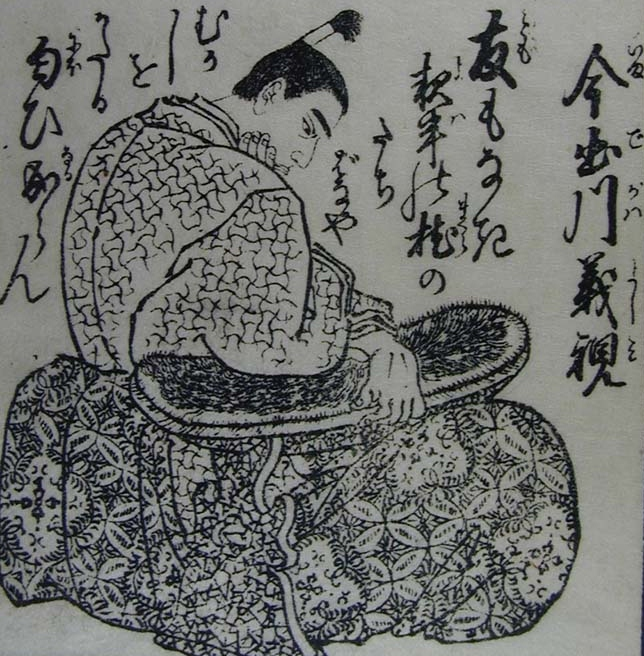
足利義視像

文正元年（1466年）7月30日、足利義視の子として父の近習・種村氏邸で生まれる。
応仁元年（1467年）1月に応仁の乱が勃発すると、父・義視は兄である将軍・足利義政と対立して9月には東軍より山門に出奔し、ついで西軍に身を投じた。この時、東軍の武田信賢が義材を護り、西軍に送り届けたという。
文明5年（1473年）に義政の子・足利義尚が9代将軍となり、文明9年（1477年）11月に応仁の乱が終結すると、義視・義材親子は西軍の一角であった美濃国の土岐成頼、斎藤妙椿の庇護のもとに革手近くの茜部に下向し、翌文明10年（1478年）8月に、大御所・義政と義視の和議が正式に成立した後も美濃国に留まり続けた。
義材は長享元年（1487年）1月2日、義尚の猶子として元服し、同年8月には義尚の母・日野富子（義材の母方の伯母でもある）らの推挙で美濃在国のまま従五位下・左馬頭に叙位された。
長享3年（1489年）3月26日、義尚が旧西軍であった近江国の六角高頼征伐（長享・延徳の乱）の在陣中に死去すると、父・義視、土岐成頼、斎藤妙純に伴われて上洛して義尚の葬儀に参列しようとしたが、この時は細川政元の反対でやむなく葬儀が終わった後に入京している。政元は義尚と義材の従兄弟で堀越公方・足利政知の子・香厳院清晃（天龍寺香厳院を継承し出家していた、後の足利義澄）を将軍後継者候補に推して義材の将軍職継承に反対していたが、義政・富子夫妻が義材を支持したため、義材の将軍就任がほぼ決定した。
延徳2年（1490年）1月には義政が死去し、7月5日に義材が10代将軍に就任、同日判始など代始の儀式を行った。

### 明応の政変

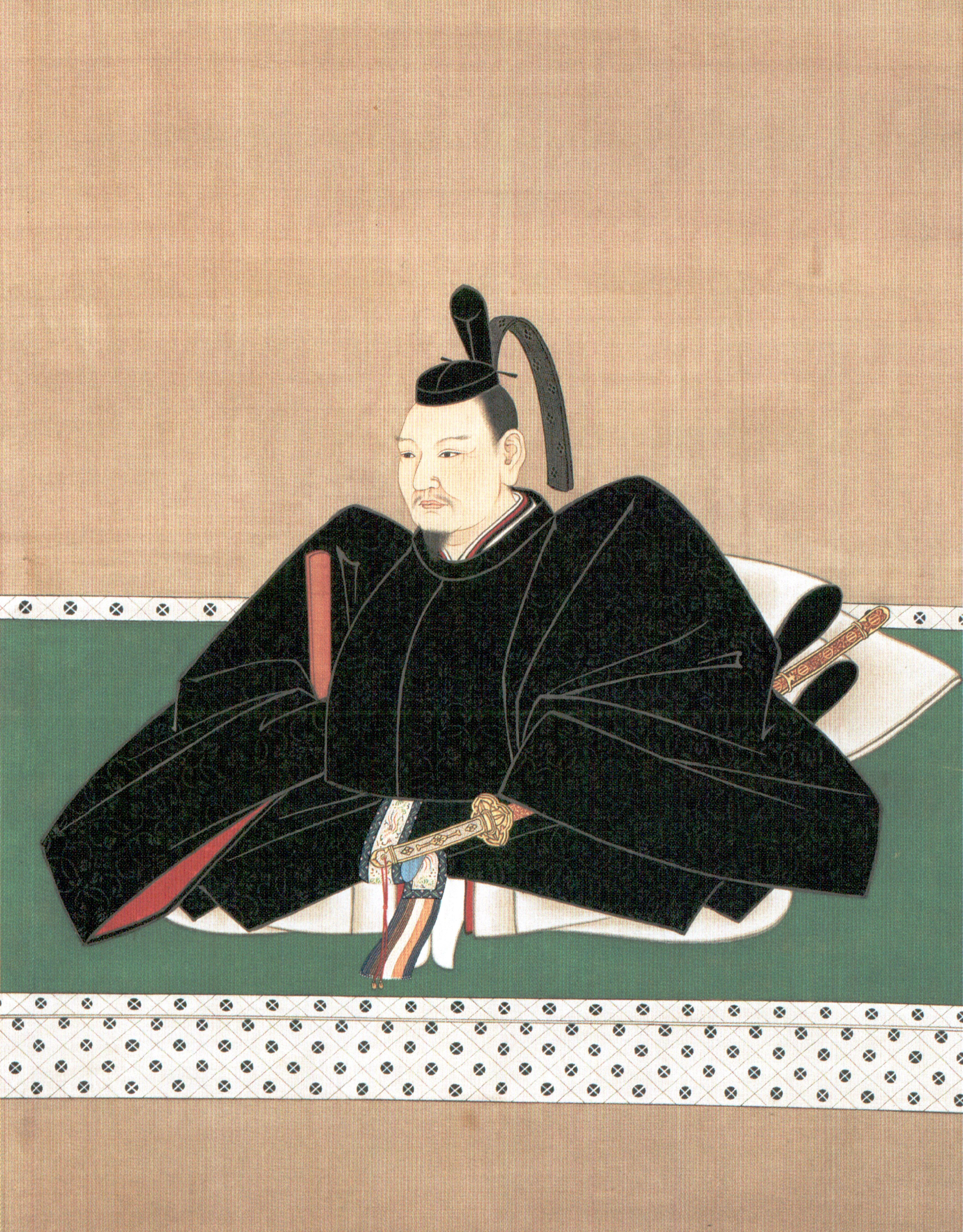
細川政元像（竜安寺蔵）

当初、政治の実権を握り「大御所」と称した父・義視が延徳3年（1491年）1月に死去した後は、前管領・畠山政長と協調して独自の権力の確立を企図する。しかし擁立の功労者であった富子や、もともと清晃支持派である細川政元（一時管領となったがすぐに辞任）とは対立を生じることになった。同年8月、義尚の遺志を継ぎ、政元の反対を押し切って六角高頼征伐を再開、みずから近江国に出陣して高頼の追放に成功している。明応2年（1493年）2月には、応仁の乱終結後も分裂状態が続いていた畠山氏で、畠山政長の対抗者・畠山義就が死去したのに乗じて、義就の後継者・義豊を討伐するため、またもや政元の反対を押し切って畠山政長らを率いて河内国に赴いた。
しかし義材が京都を留守にしている間に、京都に残っていた細川政元・日野富子・伊勢貞宗らは同年4月、清晃を11代将軍に擁立して、義材を廃する蜂起（明応の政変）を起こした。政元の蜂起の最大の原因は、義材が将軍就任時は政務は当時管領だった政元に任せると言いながら、成長すると自ら政務を行おうとしたこと、すなわち将軍と管領のどちらが幕政の主導権を握るかにあったとみられている。京都では義材派の人々の粛清が行われて市中は騒然となり、自分が任命した将軍の廃立に怒った後土御門天皇は一時は抗議のため退位を表明し、その後も政変をなかなか承認せず、そのため清晃の征夷大将軍宣下は政変から8ヶ月以上経った12月27日に行われた。この事情のためか、『公卿補任』では、義材から義澄への将軍交代は後土御門天皇の死後に行われたことになっている（もっとも、政元側の献金不足によって朝廷の動きが鈍かっただけとする説もある）。政元は軍を河内国に派遣して義材と畠山政長を打ち破り、政長は自害した。義材は尊氏以来足利将軍家に伝わる家宝の甲冑「御小袖」と「御剣」だけを携えて政元の家臣・上原元秀の陣に投降し、京都に連れ戻されて龍安寺に幽閉された。この時、富子の指示により義材が毒を盛られる事件が起きた。

### 諸国への下向、上洛

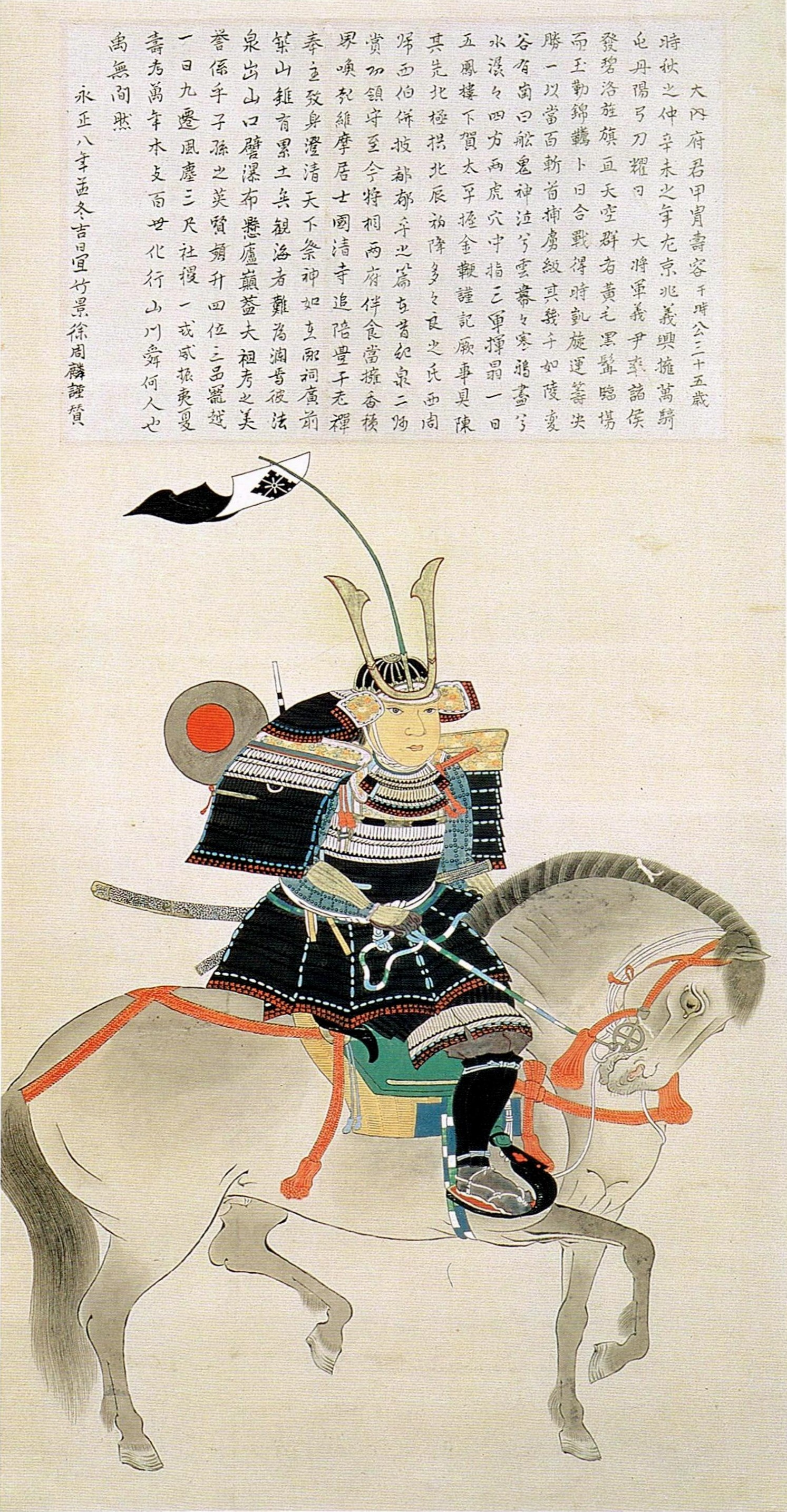
大内義興像（山口県立山口博物館蔵）

幽閉された義材は小豆島へ流されることを知り、明応2年（1493年）6月29日に側近らの手引きで京都を脱出して畠山政長の領国である越中国放生津に下向し、政長の家臣・神保長誠を頼ったため越中公方（越中御所）と呼ばれた。この時の義材は単なる無力な逃亡者ではなく、越中国でそれなりの陣容を整えた政権を樹立していることから、後の足利義維の「堺幕府」や足利義昭の「鞆幕府」にならい「放生津幕府」などと呼ぶこともある。
明応7年（1498年）9月に義尹と改名した義材は、越前国の朝倉貞景のもとへ移った。この行動の理由については、政元側との和睦を見込んだ上洛説、義澄追討のための西進説、長誠との不和に起因する越前没落説など、さまざまな説がある。山田康弘は朝倉氏に義澄追討への協力を求めるため「みずから朝倉氏の本拠一乗谷におもむいて朝倉氏を説得しようと決意し」ての行動だったとしている。一方、萩原大輔は越前に赴いた際の御供がわずか13人だったことなどを元に「義尹の越前動座は、武力上洛戦争のための西進ではなく、神保長誠らとの対立による越中退去、越前への没落と解釈すべき」としている。その後、義尹は明応8年7月になって畠山政長の子・尚順と同調して軍事攻撃による上洛をめざすものの、この軍事作戦に朝倉貞景は従軍していない。一方、神保陣営は従軍していたことが『大乗院寺社雑事記』で裏付けられる。戦いは延暦寺・根来寺・高野山の僧兵も義尹に呼応して一時は近江国まで迫ったが、坂本で六角高頼に敗れ、河内国に逃れたがここでも政元に敗れて、かつて大内家が応仁の乱で父・義視を奉じて西軍に属した縁を頼って周防国に逃れ、大内義興のもとに身を寄せた。畠山尚順も河内国を失って紀伊国に逃れた。
永正4年（1507年）に細川政元が暗殺されて政元の3人の養子の間で細川家が分裂状態（永正の錯乱）に陥ると、義尹は将軍への復帰の好機と見て、永正5年（1508年）4月に大内家の軍事力に支えられ、細川家の後継者候補の内の細川高国らの勢力に迎えられて中国地方や九州の諸大名とともに山口から、尾道、鞆を経て海路上洛しようとする。同年4月、堺に到着。同年6月、京都を占領して11代将軍・義澄や高国と対立していた管領・細川澄元を追放し、7月には将軍職に復帰した。

### 将軍職への復帰

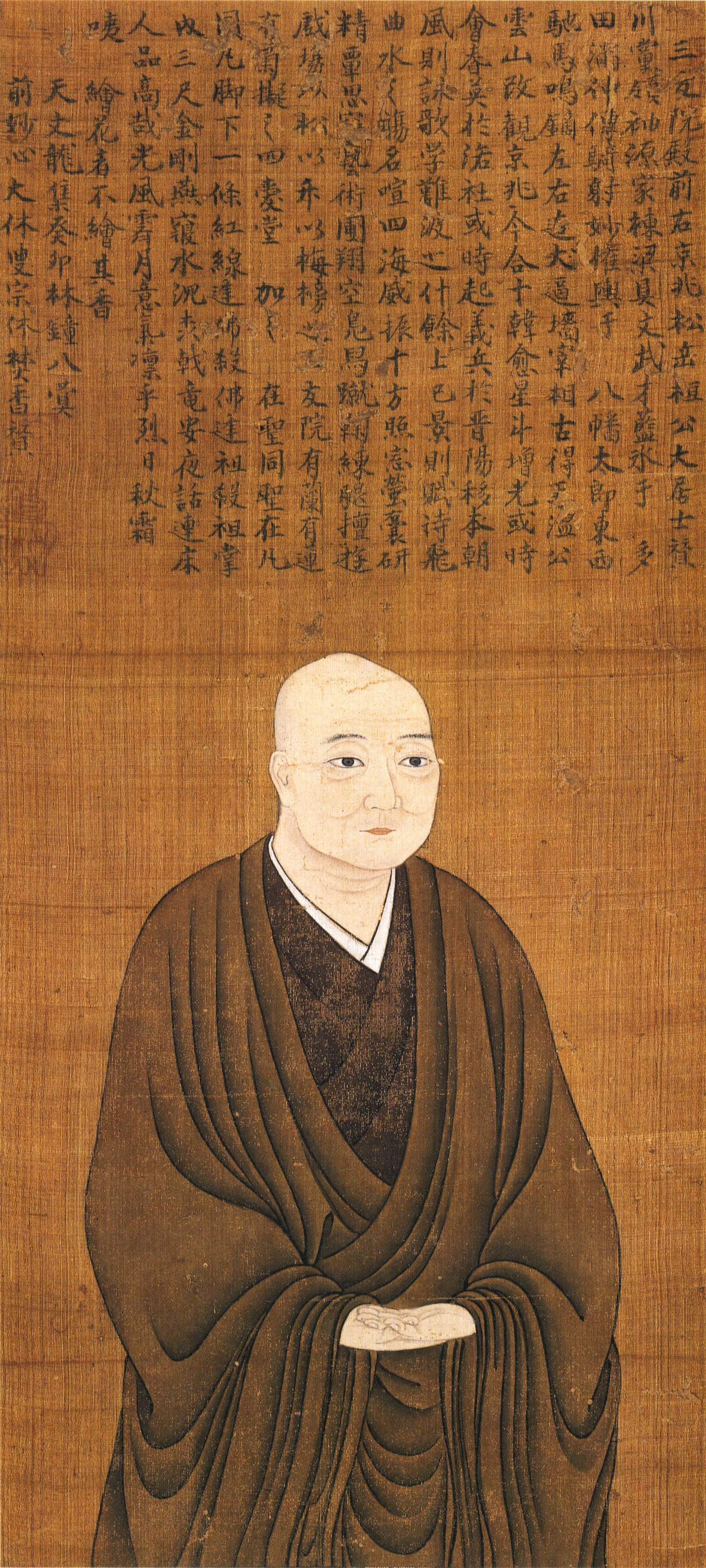
細川高国（東林寺蔵）

その後、義尹と義澄派は将軍職をめぐって抗争する。永正6年（1509年）10月には義澄に刺客を送られたが、義尹は自らこれを撃退した。永正8年（1511年）8月の船岡山合戦直前に義澄が病死し、さらにこの戦いにも義尹派が勝利したため、義尹の将軍職復帰が確定した。
だが、義尹の政権は管領となった細川高国や管領代と称された大内義興らの軍事力によって支えられていたため、親裁志向の強い義尹としては、意のままにならないことも多く、永正5年（1508年）8月に行われた将軍復帰直後最初の御成先に畠山尚順の宿舎を選んだ（尚順を将軍復帰の最大の功労者と認定したことになる）ことで大内義興がこれに抗議するために宴会を途中で退席して高国もこれに同調し、永正9年（1512年）3月に後柏原天皇が義尹の意向に反して大内義興を従三位に叙し、永正10年（1513年）3月には細川・大内・畠山の諸氏と対立した義尹が一時京都を出奔して近江国甲賀郡に逃れた上、当地で病を発した。一時は死亡説が流れるほどの重病で東寺や伊勢神宮でも将軍平癒の祈祷が行われるほど（『後法成寺関白記』・『東寺百合文書』など）だった。これに対して4月には細川高国・大内義興・畠山尚順・畠山義元の連名で将軍の下知に背かない旨の起請文が作成され、回復後の同年5月に和解が成立して、先の4名や伊勢貞陸が甲賀郡まで義稙を迎えに行き、京都に戻った。同年、義稙に改名した。
だが、永正14年（1517年）には義稙の拒否にもかかわらず、細川高国の判断によって伊達高宗に偏諱（「稙宗」）が与えられて左京大夫に任官された。永正15年（1518年）8月に大内義興が領内の事情などから管領代を辞して帰国し、続いて畠山尚順も同様の理由で帰国すると、残された義稙と高国は次第に対立を深めていった。

### 堺、淡路への下向

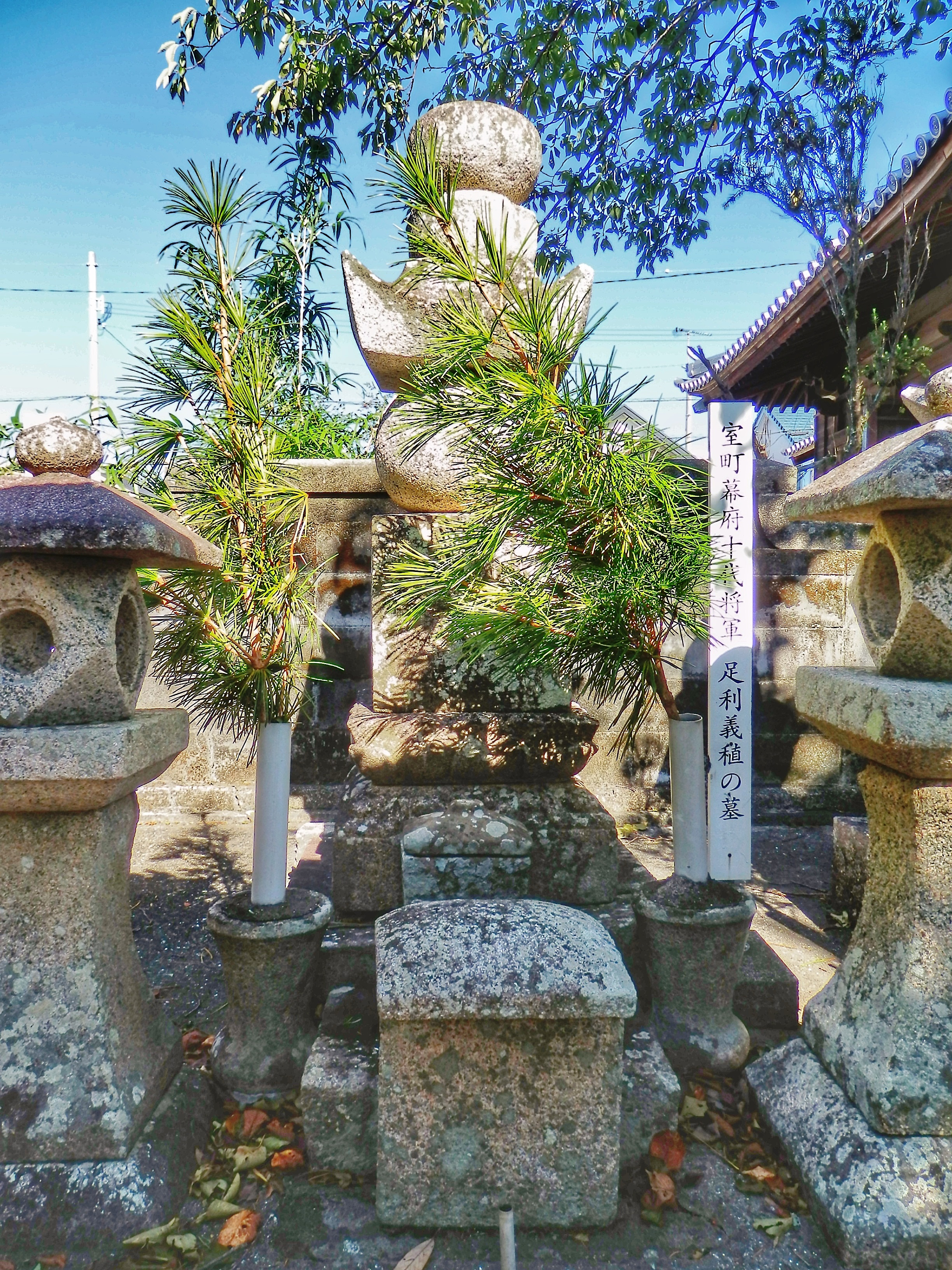
足利義稙墓（西光寺内）

大内義興の帰国によって義稙への軍事的支えが無くなり、これを好機と見た細川澄元が蠢動し始めたことから、永正15年（1519年）12月に義稙は赤松義村に澄元やその家臣らを成敗するように命令を出している（『御内書案』）。
そして阿波国に逃れていた澄元は永正16年（1519年）10月に挙兵し、11月には摂津国に上陸する。このため義稙は11月3日に赤松義村に細川高国に味方するように命じている（『室町家御内書案』）。もっとも、永正9年（1512年）に高国と和議を結んだとは言え、義村は元々は義澄 - 澄元派の大名であり、この頃から義稙が赤松氏を通じて澄元と秘かに関係を持っていた可能性がある。
永正17年（1520年）2月、細川高国は尼崎で大敗し京都へ敗走し、2月17日に高国は義稙に一緒に近江国へ逃亡するよう申し出たが、義稙はこれを拒否した。既に義稙には細川澄元から恭順を誓う書状が送られており、近江国へ逃れた高国に代わって3月に澄元の家臣・三好之長が入京した。2月8日の段階で義稙から高国に澄元討伐に関する御内書が出されており、高国が義稙の内通をこの段階になるまで知らなかった可能性が高い。一方、親裁志向の強い義稙は若い澄元を利用して政務の実権を掌握しようとしたとも考えられる。ところが近江国で勢力を回復した高国が5月5日に等持院（京都市中京区等持院北町付近）で澄元を打ち破って（等持院の戦い）再び入京し、澄元は阿波国へ逃げ帰った。
これ以後、義稙と細川高国の仲は険悪なものとなり、大永元年（1521年）3月7日、義稙は和泉国堺に出奔した。義稙は高国の影響下の京都を離れて高国討伐軍を起こそうとしたと考えられているが、これに従ったのは側近の畠山順光やごく一部の奉行人ら数名のみで政所頭人の伊勢貞忠や奉行人のほとんどは京都に留まって義稙を見限ることになった。また、これが同月に予定されていた後柏原天皇の即位式直前のことであったため、天皇は激怒して高国に即位式の準備を命じて予定通りに挙行させた。高国は義稙に代わる新将軍として、11代将軍・義澄の遺児・足利義晴を擁立した。
義稙は和泉国から淡路国志筑浦に逃れ、ここで再挙を図って細川高国と抗争した。高国の妻の兄弟である和泉守護・細川澄賢（すみかた、政賢の子）や河内守護・畠山義英らを味方につけて10月には堺まで引き返すが、兵が集まらなかったために高国にかなわず、その後沼島でしばらく潜んでいたが、再起のために細川讃州家の許に赴いた矢先の大永3年（1523年）4月9日に阿波国撫養（現在の鳴門市）で死去した（『足利系図』『足利家官位記』『公卿補任』『応仁後記』『足利季世記』）。享年58（満56歳没）。

## 墓所・肖像
墓所
法号は恵林院巌山道舜。墓所は徳島県阿南市の西光寺。また、没地である同県鳴門市の岡崎城跡に将軍塚と呼ばれる場所があり、ここも義稙の墓所と伝えるが、盗掘されたのか、被葬者はこの中には見あたらないという。
肖像

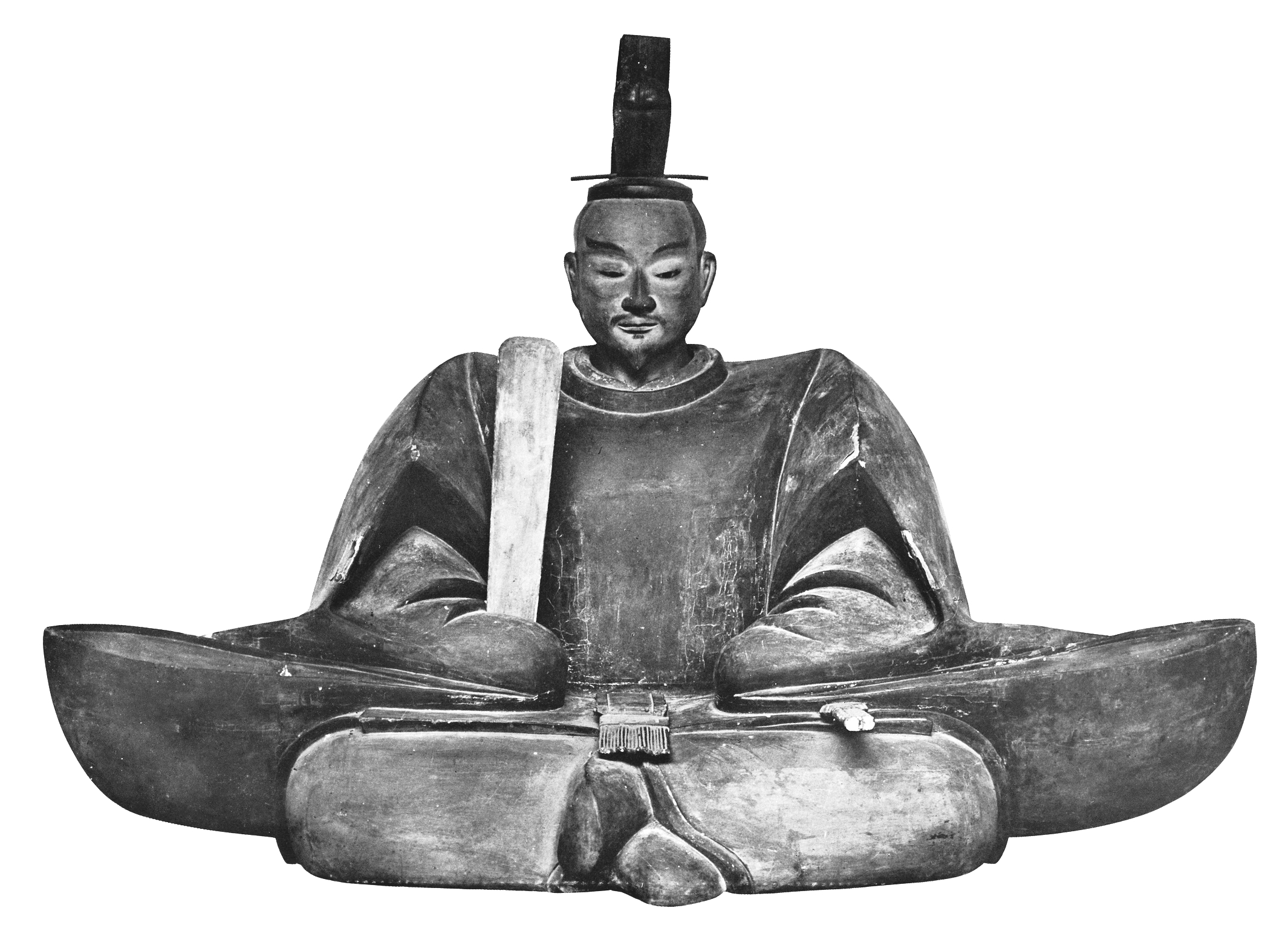
足利義稙木像（等持院霊光殿安置）

- 肖像画 - 義稙没後、大内義隆が三条西実隆に義稙の装束などを問い合わせて肖像を描かせたというが、確実な現存作品は知られていない。ただ、東京国立博物館には明治初期に制作された衣冠姿の模本が伝存し、原本は相国寺の塔頭豊光寺所蔵。

- 木像 - 等持院像（束帯姿）、鑁阿寺像（束帯姿）

他に、鑁阿寺像の容貌を模して造られた木像が、徳島県阿南市の同市立阿波公方・民俗資料館にある。また、銅像が富山県射水市の放生津橋に2体設置されており、そのうちの1体は狩衣姿、もう1体は甲冑姿の騎馬像である。

## 人物・逸話
- 『 塵塚物語』の「恵林院殿様御事」項に、義稙が流浪時代を回顧したという逸話が見える。この中で、不安に襲われた自身や困窮する人々を目の当たりにした義稙が、「政治に携わるものは常に慈悲の心をもって臨まねばならない」という心境に至ったと述べている。
- 将軍職を追われて諸国を流浪した経緯から、「流れ公方」「島の公方」などと称された。『陰徳太平記』には、細川高国と対立して出奔した義稙の乗った船に「たぞやこの鳴門の沖に御所めくは泊り定めぬ流れ公方か」という狂歌が貼り出されたという。
- 義稙には息子がなかったが、前将軍で対抗者でもあった義澄の子義維を養子とした。義稙の死後、義維は将軍職を継いだ兄弟の義晴と対立し、足利家は義稙流（義稙・義維・義栄・義助）と義澄流（義澄・義晴・義輝・義昭）の両流に分かれ、両統迭立の状況を生み出して新たな戦乱の火種となった。
- 明応7年（1498年）8月19日に、義材から義尹に改名するとき阿野季綱が、当時越中にいた義材の改名を請い、東坊城和長に書状を送り、和長は15の改名候補を撰んだ。その中から、義材は義尹の名に改めたと、『和長卿記』にある。
- 永正10年（1513年）11月9日に、義尹から義稙に改名するときも、東坊城和長がその名を勧進したと『拾芥記』にある。

## 官位叙任履歴
- 長享元年（1487年）8月29日、従五位下に叙し、左馬頭に任ず。
- 延徳2年（1490年）7月5日、征夷大将軍・禁色の宣下あり。同日、従四位下に叙し、右近衛中将・参議に任ず[注釈 9]。
- 明応3年（1495年）12月27日、義澄の征夷大将軍宣下にともない将軍職から退く。[注釈 10]。
- 文亀元年（1501年）、『公卿補任』によれば、この年、参議を辞す。右近衛中将にはひきつづき在任。
- 永正5年（1508年）7月1日、従三位に叙し、権大納言に任ず。同日、征夷大将軍宣下。
- 同（1509年）12月27日、従二位に叙す。
- 永正16年（1519年）9月27日、源氏長者・淳和奨学両院別当に補せられる。（足利氏最後の源氏長者・淳和奨学両院別当）
- 永正18年（1522年）12月25日、義晴の征夷大将軍宣下にともない将軍職から退く。権大納言・源氏長者・淳和奨学両院別当にはひきつづき在任。
- 大永3年（1523年）4月9日、薨去。
- 天文4年（1535年）4月8日、贈従一位・太政大臣

## 偏諱を与えた人物

### 義材時代
（※1回目の将軍在任の間、延徳2年（1490年）-明応3年（1495年））
- 武家
  - 上杉材房（四条家）
  - 細川義春
  - 畠山材堅
  - 一色材延（いっしき きのぶ）
  - 大友材親（義右）
  - 北畠材親[44]
  - 京極材宗
  - 武田材明（たけだ きあき、京都武田氏中務大輔家）
  - 山名材氏（やまな きうじ、山名氏清の子・満氏の子孫）
  - 朽木材秀（くつき きひで、別名:貞清、直親、朽木稙綱 (戦国武将)（後述）の父）
  - 宗材盛（そう きもり、宗貞国の嫡男、長男の宗義盛（よしもり、初名：盛順（もりのぶ）、こちら を参照）も｢義｣の字を賜っている）
  - 二本松材国（にほんまつ きくに、※のち稙国に改名（後述参照））

### 義尹時代
（※将軍復職直後（足利義澄より後）、永正5年（1508年）-永正10年（1513年））
- 公家
  - 二条尹房
  - 勧修寺尹豊
  - 義堯（九条政基息、三宝院門跡）

- 武家
  - 赤松義村
  - 一色尹範
  - 伊東尹祐
  - 渋川尹繁
  - 武田尹信（京都武田氏）
  - 益田尹兼
  - 細川尹賢
  - 細川尹隆（尹経）（輝経の祖父）

### 義稙時代
（※永正10年（1513年）-永正18年（1520年））
| - 公家（五摂家） - 近衛稙家 - 九条稙通 - 武家 - 渋川義長（初め稙直） - 秋月稙方（御供衆、秋月氏一族?） - 石川稙光（陸奥石川氏、石川晴光の父） - 大内義隆 - 小笠原稙盛（稙清）（秀清の父） - 小野寺稙道 - 葛西稙信（葛西晴重の別名） - 葛西稙清（晴重の長男・守信の別名） - 朽木稙綱（戦国武将、材秀の子） | - 武家 - 黒川稙国（景氏の子、晴氏の父） - 黒川稙家（稙国の嫡男、晴氏の兄） - 波多野稙通 - 畠山稙長 - 伊達稙宗 - 富樫稙泰 - 二本松稙国（稙高）（材国から改名、のちの村国） - 新城稙尚（二本松稙国（村国）の実弟・新城村尚の別名） - 細川稙国（高国の子） - 長野稙藤 - 稗貫稙重（稗貫氏当主、葛西宗清の子・晴家の養父） |

### 死後
（※上に挙げた人物の子孫が「稙」の字を用いた例。）
- 公家
  - 九条稙基（稙通の妹・経子（二条尹房室）の子孫にあたる）
- 武家
  - 石川稙弘（稙光の子・石川晴光の別名）
  - 朽木稙綱（福知山藩朽木家初代、戦国武将・朽木稙綱（上記）の曾孫）
  - 朽木稙昌（稙綱(初代)の子、福知山藩朽木家2代、丹波福知山藩初代藩主）
  - 朽木稙元（稙昌の子、福知山藩朽木家3代、同藩第2代藩主）
  - 朽木稙綱（稙元の子、福知山藩朽木家4代、同藩第3代藩主）
  - 朽木稙治（稙元の弟、福知山藩朽木家5代、同藩第4代藩主）
  - 朽木稙栄（稙元・稙治の弟）
  - 富樫稙春（稙泰の孫）

## 関連作品
小説
- 宮本昌孝「妄執の人」（徳間文庫『将軍の星』収録）

テレビドラマ
- NHK大河ドラマ『花の乱』（1994年） - 大沢たかお（役名は足利義材）
- NHK大河ドラマ『毛利元就』（1997年） - 田口トモロヲ
- NHKBS時代劇『塚原卜伝』（2011年） - 本田博太郎（役名は足利義尹）